# Sally Edwards
Sally Edwards (10 september 1947) is een Amerikaans triatlete uit Sacramento. Ze behaalde in 1982 en tweede plaats bij de Ironman Hawaï. Toen hetzelfde jaar de wedstrijd nogmaals keer werd gehouden behaalde ze een derde plaats die ze moest delen Lyn Brooks. Ook schreef ze enkele boeken over sport.
Ze is een van de allereerste triatleten. Ze deed meer dan 150 triatlons waaronder 16 Ironmans. Naast triatlons schreef ze zes boeken over de sport.
In 1999 werd ze opgenomen in de Triathlon Hall of Fame.

## Belangrijke prestaties

### triatlon
- 1981:  Ironman Hawaï - 12:37.25
- 1982:  Ironman Hawaï (feb) - 11:51.00
- 1982:  Ironman Hawaï (okt) - 11:03.00
- 1983: 5e Ironman Hawaï - 11:16.33
- 1998: ?e Ironman New Zealand - 12:19.02